# Tanzawa Keita
Keita Tanzawa (sinh ngày 27 tháng 12 năm 1977) là một cầu thủ bóng đá người Nhật Bản.

## Sự nghiệp câu lạc bộ
Keita Tanzawa đã từng chơi cho Ventforet Kofu.